# Alexandre Ivanovitch Ryjov
Alexandre Ivanovitch Ryjov (en russe : Александр Иванович Рыжов), né le 23 novembre 1895 dans l'Empire russe et décédé le 16 décembre 1950 en URSS, est un militaire soviétique, lieutenant-général.

## Biographie
Il est né le 23 novembre 1895 dans le village de Kuryanikha dans l'Oblast d'Ivanovo. Il a fait ses études à Kinechma et a travaillé dans un bureau de notaire. Il s'engage dans l'armée en 1915 durant la Première Guerre mondiale. Il entre dans l'armée rouge en 1918 et participe à la guerre civile russe. En 1935, il étudie à l'Académie militaire Frounze. De 1940 à 1941, il commande le district fortifié de Rybnitsa dans le district militaire d'Odessa.
Durant la Seconde Guerre mondiale, en septembre 1941, il commande la 296e division de fusiliers. De juillet 1942 à janvier 1943, il commande de la  56e armée dans le nord-ouest du Caucase. De janvier à février 1943, il commande la 18e armée. De mars à juillet 1943, il commande la 47e armée. En juillet 1943, il commande la  37e armée. En juillet 1943, il commande la 4e armée de la Garde. En mars 1944, il est nommé commandant de la 70e armée (en). Avec la 28e armée, en juillet 1944, il libère les villes de Lublin et Poznań,.

## Décorations
- Ordre de Lénine
- Ordre de l'étoile rouge
- Ordre de Koutouzov
- Ordre de Souvorov de 2e classe